# Michael Antonio Savageau
Michael A. Savageau es un profesor distinguido de los Departamentos de Microbiología & Genética Molecular e Ingeniería Biomédica en la Universidad de California, Davis.

## Infancia y Educación
Michael Antonio Savageau, uno de siete hijos, nació en Fargo, Dakota del Norte el 3 de diciembre de 1940. Su padre era barbero y su madre una profesora de escuela. Savageau fue un ávido jugador de hockey y tenis durante la escuela secundaria, y le ha dado crédito a los deportes por haberle enseñado valiosas habilidades profesionales y para la vida. Luchó contra dislexia no diagnosticada durante toda su carrera académica, pero desarrolló estrategias compensatorias. Por ejemplo, no pudo tomar notas en clases magistrales, por lo que desarrolló una capacidad formidable de concentración y memoria. Su dislexia despertó su interés por las matemáticas y se destacó en esa clase. Savageau se graduó de Fargo Central High School en 1957 y luego obtuvo su licenciatura en ingeniería de la Universidad de Minnesota en 1962 y una maestría en ciencias de la Universidad de Iowa en 1963. Fue aceptado en el programa de doctorado de Ingeniería Eléctrica en la Universidad de Stanford en 1963, y fue allí donde comenzó a desarrollar su interés en la aplicación de principios y metodologías de ingeniería a sistemas biológicos. Savageau realizó investigaciones post-doctorales en la Universidad de California, Los Ángeles (1967-1968, en el laboratorio del profesor Isaac Harary) y en la Universidad de Stanford (1968-1970, en el laboratorio del profesor J.P. Steward) antes de incorporarse a la Universidad de Míchigan en 1970. Allí inició los programas interdisciplinares de Biotecnología Celular y Bioinformática. Savageau dirigió el Departamento de Microbiología e Inmunología entre los años 1979 al 1985 y 1992 al 2002 y fue nombrado profesor distinguido Nicolas Rashevsky en 2002. Fue nombrado profesor de la Universidad de California, Davis en el año 2003 y dirigió el departamento de Ingeniería Biomédica entre los años 2005 al 2008.

## Vida Personal
Savageau conoció a su compañera de estudios Ann Birky (actualmente Ann Savageau, artista y profesora de arte y diseño), en Stanford y se casaron en el año 1967. Criaron a su familia en Ann Arbor, Míchigan, donde ambos fueron profesores en la Universidad de Míchigan. Tuvieron tres hijos, Mark, Patrick y Elisa, todos los cuales los precedieron en muerte. Actualmente Savageau y su esposa Ann ayudan a criar a sus nietos en Davis, California.

## Publicaciones
La producción científica de Savageau incluye un libro y más de 170 publicaciones en revistas científicas indexadas. Sus publicaciones abordan diversos temas biológicos y matemáticos. Algunas de sus publicaciones más relevantes incluyen:
Biochemical Systems Theory
- Savageau, M.A. (1969). Biochemical systems analysis: I. Some mathematical properties of the rate law for the component enzymatic reactions. J. Theor. Biol. 25, 365-369.[4]
- Savageau, M.A. (1969). Biochemical systems analysis: II. The steady-state solutions for an n- pool system using a power-law approximation. J. Theor. Biol. 25, 370–379.[5]
- Savageau, M.A. (1970). Biochemical systems analysis: III. Dynamic solutions using a power-law approximation. J. Theor. Biol. 26, 215-226.[6]
- Savageau, M.A., Voit, E.O. (1987). Recasting nonlinear differential equations as S-systems: a canonical nonlinear form. Math. Biosci. 87, 83-115.[7]
- Savageau, M.A. (1971). Parameter sensitivity as a criterion for evaluating and comparing the performance of biochemical systems. Nature 229, 542-544.[8]

Gene Circuits & Design Principles
- Savageau. M.A. (1974). Comparison of classical and autogenous systems of regulation in inducible operons. Nature 252, 546-549.[9]
- Hlavacek, W.S., Savageau, M.A. (1996). Rules for coupled expression of regulator and effector genes in inducible circuits. J. Mol. Biol. 255, 121-139.[10]
- Savageau, M.A. (2001). Design principles for elementary gene circuits: Elements, methods, and examples. Chaos 11, 142-159.[11]
- Atkinson, M.R., Savageau, M.A., Myers, J.T., Ninfa, A.J. (2003). Development of genetic circuitry exhibiting toggle switch or oscillatory behavior in Escherichia coli. Cell 113, 597-607.[12]
- Wall, M.E., Hlavacek, W.S., Savageau, M.A. (2004). Design of gene circuits: lessons from bacteria. Nat. Rev. Genet. 5, 34-42.[13]

Method of Mathematically Controlled Comparison
- Savageau, M.A (1972). The behavior of intact biochemical control systems. Curr. Top. Cell. Reg. 6, 63–130.[14]
- Savageau, M.A. (1974). Optimal design of feedback control by inhibition: steady-state considerations. J. Mol. Evol., 4, 139–156.[15]
- Irvine, D.H. and Savageau, M.A. (1985). Network regulation of the immune response: alternative control points for suppressor modulation of effector lymphocytes. J. Immunol., 134, 2100– 2116.[16]
- Hlavacek, W.S. and Savageau, M.A. (1996) Rules for coupled expression of regulator and effector genes in inducible circuits. J. Mol. Biol. 255, 121–139.[17]
- Alves, R., Savageau, M.A. (2000). Extending the method of mathematically controlled comparison to include numerical comparisons. Bioinformatics 16, 786–798.[18]

Design Space Approach, Design Space Toolbox, and Phenotype-centric Modeling Strategy
- Savageau, M.A., Coelho, P.M.B.M., Fasani, R.A., Tolla, D.A., Salvador, A. (2009).  Phenotypes and tolerances in the design space of biochemical systems. PNAS 106, 6435-6440.[19]
- Fasani, R.A., Savageau, M.A. (2010). Automated construction and analysis of the design space for biochemical systems. Bioinformatics 26, 2601-2609.[20]
- Lomnitz, J.G., Savageau, M.A. (2016). Design Space Toolbox V2: automated software enabling a novel phenotype-centric modeling strategy for natural and synthetic biological systems. Front. Genet. 7, 118.[21]
- Valderrama-Gómez, M.A., Parales, R.E., Savageau, M.A. (2018). Phenotype-centric modeling for elucidation of biological design principles. J. Theor. Biol. 455, 281-292.[22]
- Valderrama-Gómez, M.A, Lomnitz, J.G., Fasani, RA, Savageau, M.A. (2020). Mechanistic modeling of biochemical systems without a priori parameter values using the Design Space Toolbox v. 3.0. iScience 101200.[23]

Libros
- Biochemical Systems Analysis: A Study of Function and Design in Molecular Biology, Addison-Wesley 1976.[24]